# إرسال متعدد بتقسيم الزمن
إرسال متعدد بتقسيم الزمن (بالإنجليزية: Time-division multiplexing)‏ هي طريقة لإرسال إشارات مستقلة واستقبالها عبر مسار إشارة مشترك عن طريق مفاتيح متزامنة عند كل طرف من خط الإرسال بحيث تظهر كل إشارة على الخط جزءا صغيرا من الوقت في نمط متناوب. وهي تستعمل عندما يتجاوز معدل البيانات في وسط الإرسال إشارة الإرسال المراد إرسالها وقد تم تطوير هذا الشكل من أشكال تعدد الإرسال في الاتصالات السلكية واللاسلكية لأنظمة التلغراف في أواخر القرن التاسع عشر، ولكنه وجد أن تطبيقه الأكثر شيوعا في المهاتفة الرقمية في النصف الثاني من القرن العشرين.

## التاريخ
وقد تم تطوير TDM لأول مرة للتطبيقات في التلغراف لتوجيه الإرسال المتعدد في وقت واحد عبر خط إرسال وحيد. في فترة 1870، وضع إميل بودو نظام تعدد الإرسال الزمني لعدة آلات التلغراف هيوز.
وفي عام 1953 وضعت  24 قناة TDM  في عملية تجارية من قبل شركة (أر.سي.أي) الاتصالات لإرسال المعلومات الصوتية بين منشأة RCA في شارع برود، نيويورك، والتي محطة إرسالها في روكي بوينت ومحطة الاستقبال في ريفرهيد في لونغ آيلاند بنيويورك. وكان الاتصال عن طريق نظام الميكروويف في جميع أنحاء لونغ آيلاند. وقد تم تطوير نظام TDM التجريبي من قبل مختبرات RCA بين عامي 1950 و 1953.
في عام 1962، قام مهندسو مختبرات بيل بتطوير أول مصارف قنوات D1، التي جمعت 24 مكالمة صوتية رقمية عبر جذع نحاسي من أربعة أسلاك بين المفاتيح التناظرية للمكتب المركزي بيل. وقسم مصرف قناة إشارة رقمية تبلغ 1.544 ميغابيت/بالثانية إلى 8000 إطار منفصل، يتألف كل منها من 24 بايت متجاورة. يمثل كل بايت مكالمة هاتفية واحدة مشفرة إلى إشارة معدل بت ثابتة تبلغ 64 كيلوبت / ثانية. واستخدمت مصارف القنوات الموضع الثابت (المحاذاة الزمنية) لبايت واحد في الإطار لتحديد النداء الذي ينتمي إليه.
هناك ثلاثة أنواع من تعدد الإرسال بتقسيم الوقت المتزامن:
•	T1
•	SONET/SDH
•	ISDN.
وقد وضع التراتب الرقمي (PDH) كمعيار لمضاعفة الإطارات. كونت PDH أعداد أكبر من القنوات عن طريق مضاعفة المعايير الأوروبية 30 قناة لإطارات تعدد الإرسال بتقسيم الوقت.
عمل هذا الحل لفترة من الوقت. ومع ذلك عانى PDH من عدة عيوب المتأصلة التي أدت في نهاية المطاف في تطوير التراتب الرقمي المتزامن (SDH).
وكانت المتطلبات الذي قادت لتطوير SDH هي:
- تكون متزامنة - يجب أن تتوافق جميع الساعات في النظام مع ساعة مرجعية.
- السماح بإزالة الإطارات من أي حجم أو إدراجها في إطار SDH من أي حجم.
- يمكن التحكم فيها بسهولة مع إمكانية نقل بيانات الإدارة عبر الروابط.
- توفير مستويات عالية من الشفاء من العيوب.
- توفير بيانات معدلات عالية من مضاعفة حجم أي إطار، وقلة فقط عن طريق التكنولوجيا. إعطاء انخفاض الأخطاء معدل بت.
- يجب أن تكون موجهة نحو الخدمة - يجب أن توجه SDH حركة المرور مننهاية إلى نهاية دون القلق بشأن التبادلات حيث يمكن حجز عرض النطاق الترددي على مستوى ثابت لفترة زمنية محددة.

أصبح SDH بروتوكول نقل الأساسي في معظم شبكات. وقد تم تطويره للسماح بتدفق الإرسالات 1.544 ميغابت / ثانية وما فوقها من أجل إنشاء إطارات أكبر SDH المعروفة باسم متزامن وحدات النقل (STM).
يتكون الإطار STM-1 من تيارات أصغر يتم تعدد إرسالها من أجل إنشاء 155.52 ميغابت / ثانية. ويمكن أيضا تقسيم SDH إلى حزم متعددة استنادا على الإطارات على سبيل المثال: كرت الاتصال PPP، وأجهزة الصراف الآلي.
في حين يعتبر SDH أن يكون بروتوكول نقل (أول طبقة في OSI) فإنه يؤدي أيضا بعض المهام التبديلية. كما هو موضح في متطلبات النقطة الثالثة المذكورة أعلاه[3]. وظائف شبكة SDH الأكثر شيوعا هي:
SDH وصلة ترابط، ال SDH وصلة الترابط هي نسخة لمفتاح نقطة التبديل وهو يربط أي قناة على أي من مدخلاتها إلى أي قناة على أي من مخرجاتها. يتم استخدام SDH وصلة الترابط في عمليات التبادل حيث تربط جميع المدخلات والخرجات بتبادلات أخرى.
SDH إضافة اسقاط المضاعف - وSDH إضافة اسقاط المضاعف (ADM) يمكن إضافة أو إزالة أي إطار وصولا إلى 1.544Mb. تحت هذا المستوى، يمكن ان يتم تنفيذ معايير القياسية لتعدد الإرسال بتقسيم الوقت.
(SDH ADMs) أيضا تنفيذ المهمة من SDH وصلة الترابط وايضا تستخدم في تبادل النهاية حيث يتم توصيل القنوات من المشتركين في شبكة PSTN الأساسية. [3]
ترتبط وظائف شبكة SDH باستخدام الألياف الضوئية عالية السرعة. تستخدم الألياف البصرية نبضات ضوئية لنقل البيانات وبالتالي فهي سريعة للغاية. نقل الألياف البصرية الحديثة يجعل من استخدام تقسيم الطول الموجي.
مضاعفة (WDM) حيث تنتقل الاشارات المرسلة عبر الألياف عند أطوال موجية مختلفة، وتنشئ قنوات إضافية للإرسال. وهذا يزيد من سرعة وقدرة على الرابط، والذي بدوره يقلل من وحدة كل والتكاليف الإجمالية.
تعدد الإرسال الإحصائي بتقسيم الزمن
إحصائية مضاعفة تقسيم الوقت (STDM) هو نسخة مطورة من تعدد الإرسال بتقسيم الوقت التي تحال كل عنوان من المحطة والبيانات نفسها معا لتحسين التوجيه. باستخدام STDM يسمح عرض النطاق الترددي ليتم تقسيم أكثر من سطر واحد. العديد من الكليات والجامعات الشركات تستخدم هذا النوع من تعدد الإرسال بتقسيم الوقت إلى توزيع عرض النطاق الترددي.
على خط 10 ميغابت دخول الشبكة، STDM يمكن استخدامها لتوفير 178 محطات مع 56K اتصال مخصص (178 * 56K = 9.96MB). غير أن الاستخدام الأكثر شيوعا هو منح النطاق الترددي فقط عند الحاجة إلى ذلك. STDM لا حجز فتحة الوقت لكل محطة، وإنما يعين فتحة عند محطة وتتطلب البيانات التي يتم إرسالها أو تلقيها.
في شكلها الأصلي، ويستخدم تعدد الإرسال بتقسيم الوقت للتواصل وضع الدائرة مع عدد محدد من القنوات وعرض النطاق الترددي ثابت لكل قناة. حجز النطاق الترددي يميز مضاعفة تقسيم الوقت من مضاعفة الإحصائية مثل الإحصائي مضاعفة تقسيم الوقت. في تعدد الإرسال بتقسيم الوقت النقي، وفتحات الوقت هي متكررة في ترتيب ثابت وقبل المخصصة للقنوات، بدلا من الموعد المقرر على أساس حزمة من قبل-حزمة.
في TDMA الديناميكي، خوارزمية جدولة تحتفظ حيوي عدد متغير من فتحات الوقت في كل إطار لتيارات بيانات معدل بت متغير، بناء على طلب حركة المرور من كل دفق البيانات. يستخدم TDMA الديناميكي في:
- HIPERLAN/2
- Dynamic synchronous transfer mode
- IEEE 802.16a

الوقت الغير متزامن في تعدد الإرسال بتقسيم الزمن  هو التسمية البديلة التي يعين فيها STDM المتزامن وهي الطريقة القديمه التي تستخدم فواصل زمنية ثابته.

## التكنولوجيا
ويستخدم TDM في المقام الأول للإشارات الرقمية، ولكن يمكن تطبيقه في تعدد الإرسال التناظري الذي ينقل فيه اثنان أو أكثر من إشارات أو تيارات من البتات تظهر في وقت واحد كقنوات فرعية في قناة اتصال واحدة، ولكنها تتناوب فعليا على القناة
وينقسم المجال الزمني إلى عدة فترات زمنية متكررة ذات طول ثابت، واحدة لكل قناة فرعية. وترسل عينة بايت أو كتلة بيانات من القناة الفرعية 1 خلال الفاصل الزمني 1، والقناة الفرعية 2 أثناء الفاصل الزمني 2، وما إلى ذلك.
يتكون إطار واحد TDM من فاصل زمني واحد لكل قناة فرعية بالإضافة إلى قناة تزامن وأحيانا قناة تصحيح الخطأ قبل التزامن. وبعد آخر قناة فرعية وتصحيح الأخطاء والتزامن تبدأ الدورة من جديد بإطار جديد بدءا من العينة الثانية البايتة أو كتلة البيانات من القناة الفرعية 1 وما إلى ذلك

## أمثلة على التطبيقات
- نظام التسلسل الهرمي الرقمي المتزامن (PDH), المعروف أيضا باسم نظام PCM، من أجل إرسال رقمي لمكالمات هاتفية متعددة على نفس الكيبل النحاسي رباعي الأسلاك (الناقل T أو الموجة الحاملة الإلكترونية) أو كيبل الألياف في شبكة الهاتف الرقمية المحولة بالدارات
- والتراتب الرقمي المتزامن/ (SDH) متزامن الشبكات البصرية (SONET) معايير نقل البيانات في الشبكات التي حلت محل.PDH
- واجهة بسيطة التعرفة واجهة المعدل الأساسي لشبكة الرقمية للخدمات المتكاملة (ISDN).
- RIFF (WAV) معرفات الصوت القياسية واشارات الاستريو اليسرى واليمنى على أساس لكل عينة

ويمكن توسيع نطاق TDM إلى مخطط النفاذ المتعدد بتقسيم الزمن (TDMA)، حيث يمكن لعدة محطات الإتصال بنفس الوسيلة المادية، على سبيل المثال، يمكن الاتصال مثل:
- نظام الهاتف GSM
- وصلة البيانات التكتيكية[مبهم] رابط 16 ورابط 22

## الإرسال الرقمي المتعدد
وفي الشبكات التي تعمل بتبديل الدارات، مثل الشبكة الهاتفية العمومية التبديلية (PSTN)، فمن المستحسن إرسال عدة مكالمات مشتركة عبر نفس وسيط الإرسال للاستفادة بشكل فعال من عرض نطاق الوسيط.
ويسمح نظام تعدد الإرسال (TDM) بإرسال واستقبال مفاتيح الهاتف لإنشاء قنوات (روافد) داخل تيار إرسال.
والإشارة الصوتية القياسية DS0 لديها معدل بتات للبيانات يبلغ 64 كيلوبت / ثانية.
```
وتدار الدائرة TDM في عرض نطاق إشارة أعلى بكثير، مما يسمح بعرض النطاق الترددي في أطر زمنية (الفواصل الزمنية) لكل إشارة صوتية يعاد إرسالها على الخط بواسطة المرسل. وإذا كان إطار TDM يتكون من إطارات صوتية ن، فإن عرض النطاق الترددي الخط هو ن * 64 كيلوبت / ثانية.
[
5
]
```

وتسمى كل فجوة زمنية صوتية في إطار TDM قناة. في النظم الأوروبية، إطارات TDM القياسية تحتوي على 30 قناة صوتية رقمية (E1)، وفي النظم الأمريكية (T1)، أنها تحتوي على 24 قناة. . وتحتوي كلا المعيارين أيضا على بتات إضافية (أو بتات زمنية بت) لبتات التشوير والتزامن.
ويسمى تعدد الإرسال أكثر من 24 أو 30 قناة صوتية رقمية بترتيب تعدد الإرسال العالي. ويتم إنجاز تعدد الإرسال الأعلى من خلال تعدد إرسال إطارات TDM القياسية. على سبيل المثال، يتم تشكيل 120 قناة إطار TDM الأوروبي عن طريق تعدد إرسال أربعة إطارات TDM 30 قناة القياسية. وفي كل نظام متعدد الإرسال، يتم الجمع بين أربعة إطارات تم من الترتيب الأدنى المباشر، مما يؤدي إلى إنشاء إرسالات متعددة بعرض نطاق الترددي ن * 64 كيلوبت / ثانية، حيث n = 120، 480، 1920، إلخ.

## أنظمة الاتصال عن بُعد
هناك ثلاثة أنواع من تعدد الإرسال بتقسيم الوقت المتزامن:
1. T1
2. SONET/SDH
3. ISDN.[3]

وقد وضع التراتب الرقمي (PDH) كمعيار لمضاعفة الإطارات. كونت PDH أعداد أكبر من القنوات عن طريق مضاعفة المعايير الأوروبية 30 قناة لإطارات تعدد الإرسال بتقسيم الوقت.
عمل هذا الحل لفترة من الوقت. ومع ذلك عانى PDH من عدة عيوب المتأصلة التي أدت في نهاية المطاف في تطوير التراتب الرقمي المتزامن (SDH).
وكانت المتطلبات الذي قادت لتطوير SDH هي:
- تكون متزامنة - يجب أن تتوافق جميع الساعات في النظام مع ساعة مرجعية.
- السماح بإزالة الإطارات من أي حجم أو إدراجها في إطار SDH من أي حجم.
- يمكن التحكم فيها بسهولة مع إمكانية نقل بيانات الإدارة عبر الروابط.
- توفير مستويات عالية من الشفاء من العيوب.
- توفير بيانات معدلات عالية من مضاعفة حجم أي إطار، وقلة فقط عن طريق التكنولوجيا. إعطاء انخفاض الأخطاء معدل بت.
- يجب أن تكون موجهة نحو الخدمة - يجب أن توجه SDH حركة المرور من نهاية إلى نهاية دون القلق بشأن التبادلات حيث يمكن حجز عرض النطاق الترددي على مستوى ثابت لفترة زمنية محددة.

أصبح SDH بروتوكول نقل الأساسي في معظم شبكات. وقد تم تطويره للسماح بتدفق الإرسالات 1.544 ميغابت / ثانية وما فوقها من أجل إنشاء إطارات أكبر SDH المعروفة باسم متزامن وحدات النقل (STM).
يتكون الإطار STM-1 من تيارات أصغر يتم تعدد إرسالها من أجل إنشاء 155.52 ميغابت / ثانية. ويمكن أيضا تقسيم SDH إلى حزم متعددة استنادا على الإطارات على سبيل المثال: كرت الاتصال،PPP , وأجهزة الصراف الآلي.
في حين يعتبر SDH أن يكون بروتوكول نقل (طبقة 1 في OSI) فإنه يؤدي أيضا بعض المهام التبديل. كما هو موضح في متطلبات النقطة الثالثة المذكورة أعلاه[3] . ظائف شبكة SDH الأكثر شيوعا هي:
SDH وصلة ترابط، الـ SDH وصلة الترابط هي نسخة لمفتاح نقطة التبديل وهو يربط أي قناة على أي من مدخلاتها إلى أي قناة على أي من مخرجاتها. يتم استخدام SDH وصلة الترابط في عمليات التبادل حيث تربط جميع المدخلات والمخرجات بتبادلات أخرى.
SDH إضافة إسقاط المضاعف - وSDH إضافة اسقاط المضاعف (ADM) يمكن إضافة أو إزالة أي إطار وصولا إلى 1.544Mb. تحت هذا المستوى، يمكن ان يتم تنفيذ معايير القياسية لتعدد الإرسال بتقسيم الوقت.
(SDH ADMs) أيضا تنفيذ المهمة من SDH وصلة الترابط وايضا تستخدم في تبادل النهاية حيث يتم توصيل القنوات من المشتركين في شبكة PSTN الأساسية. [3]
ترتبط وظائف شبكة SDH باستخدام الألياف الضوئية عالية السرعة. تستخدم الألياف البصرية نبضات ضوئية لنقل البيانات وبالتالي فهي سريعة للغاية. نقل الألياف البصرية الحديثة يجعل من استخدام تقسيم الطول الموجي.
مضاعفة (WDM) حيث تنتقل الإشارات المرسلة عبر الألياف عند أطوال موجية مختلفة، وتنشئ قنوات إضافية للإرسال. وهذا يزيد من سرعة وقدرة على الرابط، والذي بدوره يقلل من وحدة كل والتكاليف الإجمالية.

## تعدد الإرسال الإحصائي
تعدد الإرسال الإحصائي بتقسيم الزمن
إحصائية مضاعفة تقسيم الوقت (STDM) هو نسخة مطورة من تعدد الإرسال بتقسيم الوقت التي تحال كل عنوان من المحطة والبيانات نفسها معا لتحسين التوجيه. باستخدام STDM يسمح عرض النطاق الترددي ليتم تقسيم أكثر من سطر واحد. العديد من الكليات والجامعات الشركات تستخدم هذا النوع من تعدد الإرسال بتقسيم الوقت إلى توزيع عرض النطاق الترددي.
على خط 10 ميغابت دخول الشبكة، STDM يمكن استخدامها لتوفير 178 محطات مع 56K اتصال مخصص (178 * 56K = 9.96MB). غير أن الاستخدام الأكثر شيوعا هو منح النطاق الترددي فقط عند الحاجة إلى ذلك. STDM لا حجز فتحة الوقت لكل محطة، وإنما يعين فتحة عند محطة وتتطلب البيانات التي يتم إرسالها أو تلقيها.
في شكلها الأصلي، ويستخدم تعدد الإرسال بتقسيم الوقت للتواصل وضع الدائرة مع عدد محدد من القنوات وعرض النطاق الترددي ثابت لكل قناة. حجز النطاق الترددي يميز مضاعفة تقسيم الوقت من مضاعفة الإحصائية مثل الإحصائي مضاعفة تقسيم الوقت. في تعدد الإرسال بتقسيم الوقت النقي، وفتحات الوقت هي متكررة في ترتيب ثابت وقبل المخصصة للقنوات، بدلا من الموعد المقرر على أساس حزمة من قبل-حزمة.
في TDMA الديناميكي، خوارزمية جدولة تحتفظ حيوي عدد متغير من فتحات الوقت في كل إطار لتيارات بيانات معدل بت متغير، بناء على طلب حركة المرور من كل دفق البيانات. يستخدم TDMA الديناميكي في:
- HIPERLAN/2
- Dynamic synchronous transfer mode
- IEEE 802.16a

الوقت الغير متزامن في تعدد الإرسال بتقسيم الزمن، هو التسمية البديلة التي يعين فيها STDM المتزامن وهي الطريقة القديمة التي تستخدم فواصل زمنية ثابته.
والتعدد الإحصائي الإحصائي هو نوع من تقاسم وصلة الاتصالات، وهو يشبه إلى حد كبري توزيع عرض النطاق الدينامي (DBA). وفي تعدد الإرسال الإحصائي، تنقسم قناة اتصال إلى عدد تعسفي من القنوات الرقمية لمعدل البت المتغير أو تدفقات البيانات. ويتم تكييف تقاسم الوصلة مع متطلبات الحركة الآنية لتدفقات البيانات التي يتم نقلها عبر كل قناة. ويعد هذا بديلا لإنشاء تقاسم ثابت للرابط، مثل تعدد إرسال التقسيم الزمني TDM وتعدد الإرسال بتقسيم التردد FDMA ويمكن أن يوفر تعدد الإرسال الإحصائي عند إجراءه على نحو صحيح تحسنا في استخدام الوصلة يسمى مكسب تعدد الإرسال الإحصائي.
ويسهل تعدد الإرسال الإحصائي من خلال أسلوب الرزم أو الاتصالات الموجهة للرزم، والتي تستعمل من بين شبكات أخرى في شبكات الحواسيب المتغيرة للرزم. وينقسم كل تدفق إلى رزم عادة ما يتم تسليمها بشكل غير متزامن في أول من يأتي أولا يخدم أولا. وبطريقة بديلة، يمكن تسليم الرزم وفقا لبعض الانضباط في الجدول الزمني للصف المنتظم أو جودة الخدمة المتمايزة و / أو المضمونة.
وييسر أيضا تعدد الإرسال الإحصائي لقناة تناظرية، على سبيل المثال قناة لاسلكية، من خلال المخططات التالية:
التردد العشوائي القفز التردد المتعامد الوصول المتعدد تقسيم (RFH_OFDMA)
النفاذ المتعدد بتقسيم الشفرة (CDMA)، حيث يمكن تخصيص عدد مختلف من شفرات الانتشار أو عوامل الانتشار لمختلف المستعملين
وعادة ما ينطوي تعدد الإرسال الإحصائي على خدمة «عند الطلب» بدلا من الخدمة التي تقوم بتخصيص الموارد لكل تدفق بيانات. ولا تتحكم مخططات تعدد الإرسال الإحصائي في إرسالات بيانات المستعملين
ويشبه تعدد الإرسال الإحصائي للنطاق الزمني (اتصالات وضع الرزم) تعدد الإرسال بالتقسيم الزمني (TDM)، إلا أنه بدلا من تخصيص قطار بيانات لنفس الفاصل الزمني المتكرر في كل تم، فإن كل منها
يخصص تيار المعطيات الفواصل الزمنية (ذات طول ثابت) أو أرتال البيانات (ذات أطوال متغيرة) التي غالبا ما يبدو أنها مجدولة بترتيب عشوائي، وتجربة تأخر متفاوتة (بينما يكون التأخير ثابتا في TDM).
ويسمح تعدد الإرسال الإحصائي بتقسيم عرض النطاق التعسفي بين عدد متغير من القنوات (بينما يتم تحديد عدد القنوات ومعدل بيانات القناة
)TDM في.
ويكفل تعدد الإرسال الإحصائي عدم ضياع الفواصل الزمنية (في حين يمكن أن TDM الفواصل الزمنية). ولن تتم مشاركة قدرة الإرسال للرابط إلا من قبل المستخدمين الذين لديهم حزم.
```
TDM ثابت وغيرها من تبديل الدوائر في 
الطبقة المادية
 في نموذج OSI ونموذج TCP/IP ، في حين يجري تعدد الإرسال الإحصائي في طبقة وصلة البيانات وما فوقها.
```

وفي تعدد الإرسال الإحصائي، تحتوي كل رزمة أو رتل على رقم هوية لتدفق القناة / المعطيات أو (في حالة اتصالات مخطط البيانات) معلومات عنوان المقصد كاملة.
ومن الأمثلة على تعدد الإرسال الإحصائي:
تيار النقل MBEG لنقل التلفزيون الرقمي. ويستخدم تعدد الإرسال الإحصائي للسماح بإرسال عدة تدفقات فيديو وصوت وبيانات بمعدلات بيانات مختلفة عبر قناة محدودة عرض النطاق (انظر المضاعف الإحصائي). الحزم لها أطوال ثابتة. يشار إلى رقم القناة بروجرام ID (BID).
بروتوكولات UDP و TCP، حيث يتم إرسال إرسالات البيانات من عدة عمليات تطبيق معا. قد يكون للحزم أطوال مختلفة. وتشكل أرقام الموانئ أرقام تعريف القنوات (وتناول المعلومات أيضا).
وبروتوكولات تبديل رزم الترحيل X.25 وفريم، حيث تكون الرزم متفاوتة الأطوال، ورقم القناة يرمز إلى معرف الاتصال الظاهري (VCI). وكانت المجموعة الدولية من مزودي X.25، باستخدام مجموعة بروتوكول X.25 كانت تعرف بالعامية باسم «الشبكة تبديل الحزمة» في 1980s وفي بداية 1990s.
بروتوكول تبديل الرزم بأسلوب النقل غير المتزامن، حيث يكون طول الرزم ثابتا. يتكون رقم تعريف القناة من معرف اتصال افتراضي (VCI) ومعرف المسار الظاهري (VPI).
وفي البث السمعي والبصري الرقمي، على سبيل المثال، يعد جهاز إرسال البيانات الإحصائية جهازا لتجميع المحتوى يتيح للهيئات الإذاعية أن تقدم أكبر عدد من الخدمات السمعية أو الفيديوية لعرض نطاق معين من خلال تقاسم مجموعة من عرض النطاق الثابت بين خدمات متعددة أو تيارات ذات معدلات بت مختلفة . ويخصص معدد الإرسال لكل خدمة عرض النطاق المطلوب لاحتياجاته في الوقت الفعلي بحيث تتلقى الخدمات ذات المشاهد المعقدة عرض نطاق ترددي أكبر من الخدمات ذات الخدمات الأقل تعقيدا. وتنتج تقنية تقاسم عرض النطاق هذه أفضل جودة للفيديو عند أدنى عرض نطاق إجمالي ممكن.
وتشمل الأمثلة على أجهزة إرسال الإرسال الإحصائية خط إنتاج BNPXr للاتصالات (RGBشبكات) (BNPXr) أو موتورولا (Terayon) DM6400 و CAP1000